# ご注文はラジオですか?
『ご注文はラジオですか?』（ごちゅうもんはラジオですか、Is the order radio?）はテレビアニメ『ご注文はうさぎですか?』（Is the order a rabbit?）関連のラジオ番組である。
派生番組の『ご注文はニコ生ですか?』（ニコニコ生放送）についても述べる。

## 出演者

### パーソナリティ
第一期
- 佐倉綾音（ココア 役）
- 水瀬いのり（チノ 役）

第二期
- 水瀬いのり（チノ 役）
- 種田梨沙（リゼ 役）

第三期（週替りパーソナリティ、各回2人）
- 水瀬いのり（チノ 役）
- 徳井青空（マヤ 役）
- 村川梨衣（メグ 役）

第四期（週替りパーソナリティ）
- 佐倉綾音（ココア 役）
- 種田梨沙（リゼ 役）
- 佐藤聡美（千夜 役）
- 内田真礼（シャロ 役）

第五期（毎回パーソナリティ、各回2人から3人）
- 佐倉綾音（ココア 役）、 水瀬いのり（チノ 役）
- 佐藤聡美（千夜 役）、内田真礼（シャロ 役）
- 種田梨沙（リゼ 役）、徳井青空（マヤ 役）
- 日笠陽子（委員長 役）、村川梨衣（メグ 役）
- 早見沙織（青山ブルーマウンテン役）、木村珠莉（真手凛役）

### コーナーパーソナリティ
※「チマメ隊のぽっぴん相談室♪」（第一期）のコーナー限定。徳井は第9回、第10回は欠席。
- 水瀬いのり（チノ 役）
- 徳井青空（マヤ 役）
- 村川梨衣（メグ 役）

## コーナー

### 現行コーナー

#### 第五期
ふつおた
パーソナリティへの質問やアニメが待ちきれないなどなど。
みんなでBLOOMパーティ！
2人でも盛り上がりそうなゲームの案（言葉遊び系）を募集。実際に遊んでみて、どれくらい楽しかったかを採点する。

### 終了コーナー

#### 第一期
モフモフメール
ティッピーのモフモフのような癒しの素を教えてもらうコーナー。形のないニオイ、味、物、場所など。
オープニングで行われる。
ご注文は○○ですか?
「ご注文は○○ですか?」の○○の部分に入る色々な言葉を入れて、お客様のニーズに応える。
また「ココアとチノが絶対言わないけど言って欲しいセリフ」もこのコーナーで紹介。
ラテアートを学ぼう!
ラビットハウスで働くココア、チノを見習って、2人もラテアートを学んでいくコーナー。
ラテアートコンテストも募集しており、『ごちうさ』にちなんだラテアートを写真に撮るというもの。
ご注文はシャロですか?
ゲスト回用特別コーナー。お嬢様学校に通っているけど実際の生活はとっても庶民的なシャロのように、人には言えない秘密やギャップを教える。
チマメ隊のぽっぴん相談室♪
チマメ隊が放課後の暇つぶしくらいの軽いノリでリスナーのかわいい相談事にのるというコーナー。
このコーナーのみメールの宛先が異なる。

#### 第二期
ご注文は台詞ですか??
お題と会話になるような台詞を送ってもらうコーナー。
リゼ教官の接客訓練
パーソナリティの二人が、立派な店員になるように特訓していくコーナー。
チノの○○占い
チノが作中でコーヒー占いができることにちなんで色々な占いを学んでいくコーナー。占いや心理テストを募集。

#### 第三期
おたより
アニメ『ご注文はうさぎですか??』やこの番組の感想、 パーソナリティに聞きたい事を募集するコーナー。
チマメ探偵団
クイズやなぞなぞを募集し、その謎にチャレンジするコーナー。
レベルアップさせて！
上手く出来ない事のエピソードを募集し、どうしたら上手く出来るか、レベルアップ出来るかを考え、アドバイスをするコーナー。
お姉ちゃんにまかせなさ〜い♪
ゲストに来てくれたチマメ隊のお姉ちゃん達が全国の妹リスナーの頼みや相談に全力で答えるコーナー。

#### 第四期
本日のコーヒー占い
放送回の運勢を占うコーナー。
ご注文は謎解きですか？
クイズやなぞなぞを募集し、その謎にパーソナリティがチャレンジするコーナー。
お姉ちゃんにまかせなさ～い♪
パーソナリティのお姉ちゃん達が全国のリスナーの頼み事や相談に全力で答えるコーナー。
ひと目で尋常でないモフモフだと見抜いたよ
リスナーの他人には理解されないこだわりを紹介するコーナー。
みんなの日常デコレーション♪
褒めてほしいエピソードを募集し、パーソナリティがオリジナルの賞を与えるコーナー。

## ゲスト
第一期
- #0（2014年3月26日） 種田梨沙（リゼ 役） ※公開録音配信回
- #7（2014年5月14日） 内田真礼（シャロ 役）
- #9（2014年5月28日） 佐藤聡美（千夜 役）
- #13（2014年6月25日） 早見沙織（青山ブルーマウンテン 役）
- #14（2014年7月23日） 種田梨沙（リゼ 役）

第二期
- #9（2015年11月25日）・#10（2015年12月2日） 茅野愛衣（モカ 役）

第三期
- #37（2017年3月11日）・#38（2017年3月18日） 佐倉綾音（ココア 役）

第四期
- #13（2018年9月24日）・#14（2018年10月1日）・#26（2018年12月24日）・#27（2018年12月31日）・#32（2019年2月4日）・#33（2019年2月11日） 徳井青空（マヤ 役）
- #17（2018年10月22日）・#18（2018年10月29日）・#34（2019年2月18日）・#35（2019年2月25日）・#48（2019年6月3日）・#49（2019年6月10日） 村川梨衣（メグ 役）
- #21（2018年11月19日）・#22（2018年11月26日） 水瀬いのり（チノ 役）

## 公開録音・イベント
ご注文はラジオですか?AJスペシャル
- 出演：佐倉綾音、水瀬いのり、種田梨沙
- 開催日：2014年3月22日
- 開催場所：東京ビッグサイト

ご注文はラジオですか??〜チマメ隊のポポロンラジオ〜アニメジャパンスペシャル出張版
- 出演：水瀬いのり、徳井青空、村川梨衣
- 開催日：2017年3月25日
- 開催場所：東京ビッグサイト 東7ホール

ご注文はラジオですか??〜チマメ隊のポポロンラジオ〜MINI
- 出演：水瀬いのり、徳井青空、村川梨衣
- 開催日：2017年3月25日
- 開催場所：東京ビッグサイト 東5ホール

ご注文はラジオですか??〜チマメ隊のポポロンラジオ〜スペシャル出張版
- 出演：水瀬いのり、徳井青空
- 開催日：2018年3月25日
- 開催場所：東京ビッグサイト 東6ホール

ご注文はラジオですか??～WELCOME【う・さ!】AJSP〜
- 出演：佐倉綾音、種田梨沙、佐藤聡美、内田真礼
- 開催日：2019年3月23日
- 開催場所：東京ビッグサイト 東1ホール

## ラジオCD
| ラジオCD「ご注文はラジオですか?」 | ラジオCD「ご注文はラジオですか?」        | ラジオCD「ご注文はラジオですか?」 | ラジオCD「ご注文はラジオですか?」 | ラジオCD「ご注文はラジオですか?」 |
| Vol.                              | 発売日                                   | 新規撮り下ろし特別版ゲスト        | 過去配信回                        | 規格品番                          |
| --------------------------------- | ---------------------------------------- | --------------------------------- | --------------------------------- | --------------------------------- |
| 1                                 | 2014年6月25日                            | 内田真礼（シャロ 役）             | 第0回 - 第8回                     | TBZR-0232/0233                    |
| 2                                 | 2014年8月15日（先行販売） 2014年9月24日  | 速水奨（チノの父 役）             | 第9回 - 第13回                    | TBZR-0282/0283                    |
| 3                                 | 2014年12月28日（先行販売） 2015年1月28日 |                                   | 第14回 - 第16回                   | TBZR-0377/0378                    |

## ご注文はニコ生ですか?
ニコニコ生放送にて2014年4月12日（第1回）から7月5日（第6回）まで配信された動画番組。

### パーソナリティ（ニコ生）
※チマメ隊が担当。徳井は第4回（5月24日）欠席。
- 水瀬いのり（チノ 役）
- 徳井青空（マヤ 役）
- 村川梨衣（メグ 役）
- 内田真礼（シャロ 役）※第4回出演

### コーナー（ニコ生）
メール紹介
パーソナリティへのメッセージやアニメの感想を紹介する。
番組からお知らせ
アニメの放送情報、CD情報、イベント情報、原作漫画の情報などを紹介する。

#### 本日のきまぐれメニュー
クイズ ラビリンQ♪（第1回、第4回）
コーヒーや紅茶に関する3択クイズを行うコーナー。クイズの出題は水瀬が担当、解答者は徳井（第1回）、村川（第1回、4回）、内田（第4回）、視聴者も参加。スタジオ解答者の勝者には賞品が貰え、敗者には罰ゲーム（ウサ耳を装着してポーズをとる）が行われる。
ごちうさ ナゾメイト（第2回：4月26日）
アニメとコラボしているナゾメイトから問題が出題され、パーソナリティが謎解きをしていくコーナー。
利きコーヒー クイズダービー（第3回：5月10日）
パーソナリティが利きコーヒーをするコーナー。
ご注文はラーメンですか?（第5回：6月14日）
アニメとコラボしている宅麺.comと人気ラーメン店によるオリジナルコラボラーメンを紹介するコーナー。
ご注文はブレンドコーヒーですか?（第6回）
視聴者のアイディアを元にしたブレンドコーヒー3種類を紹介するコーナー。視聴者アンケートで1位を獲得したブレンドコーヒーは商品化される。

## ごちうさサマーフェスティバル2020
- 2020年8月1日から8月31日までの期間内で開催[23]。その最後の企画に公式YouTubeチャンネル「ごちうさ公式チャンネル/ご注文はうさぎですか?」チャンネルを活用し、2020年8月30日19時「ご注文はラジオですか？ BLOOM スペシャル生放送」の生放送のラジオ番組を開催[24]。パーソナリティは、徳井青空（マヤ 役）、 村川梨衣（メグ 役）[24]。放送が終わりそうなぎりぎりにアニメの監督の橋本裕之が乱入し[25]、アニメ第3期を現在制作中であり、同年10月放送に向けて活動中であることが明かされた[要出典]。また、このラジオ番組のアーカイブは残されなかった[24]。

## ご注文はラジオですか?10周年スペシャル
- ラジオ特番「ご注文はラジオですか？10周年スペシャル」の配信が2021年10月29日、音泉[26]とごちうさ公式YouTubeチャンネルにて配信する。原作の『ご注文はうさぎですか?』連載10周年を祝って、「ご注文はうさぎですか?」10周年記念企画[27]で、秋の『ごちうさ』祭り企画[28]のひとつに同日に10周年記念のキャラクターソングCD発売記念と合わせてもある。
- パーソナリティが、(チノ役)水瀬いのり、(フユ役)石見舞菜香。

### コーナー（10周年）
ふつおた
チノとフユの仲良しシンクロテスト
その他

## 評価
アニラジアワードでは、下記の通りノミネートされた。
- 第2回：癒しラジオ賞 新人枠[29]
- 第3回：癒しラジオ賞 新人枠[30]